# نیما نهاوندیان
نیما نهاوندیان (زاده ۱۲ فروردین ۱۳۵۹ - درگذشته ۳ دی ۱۳۹۱) مجری برنامه‌های ورزشی صدا و سیمای ایران بوده‌است.

## تلویزیون و رادیو
وی از سال ۱۳۷۸ همکاری خود را با صدا و سیمای مرکز گلستان آغاز کرد و سپس از سال ۱۳۸۳ در صدا و سیمای مرکز تهران در شبکه ۲ و جام جم همچنین در برنامه‌های رادیو ایران به عنوان گوینده و مجری حضور داشت.
وی در مدت فعالیت در صدا و سیمای ایران مجری برنامه‌های «ورزش از نگاه دو»، «دور خیز»، «توپ طلا»، «طعم ورزشی»، «هفت سنگ» و «عید کبریا» بوده‌است.

## مرگ
جسد این مجری جوان تلویزیون، در منزل شخصی وی در شهرآرا پیدا شد. مادر و پسرخاله نیما نهاوندیان بعد از تماس‌های بدون پاسخ وی، نگران شده و به منزل او رفته و با جسد او مواجه می‌شوند.
مجتبی سجادی تهیه‌کننده در خصوص جزئیات فوت نیما نهاوندیان اظهار کرد: متأسفانه نیما نهاوندیان در اثر برخورد با یک میز خون ریزی مغزی می‌کند و به دلیل آنکه به تنهایی در خانه حضور داشته و کمک رسانی با تأخیر صورت گرفته بعد از کما رفتن و مرگ مغزی فوت می‌کند.